# The Chase (альбом Гарта Брукса)
The Chase — четвёртый студийный альбом американского кантри-певца Гарта Брукса, выпущенный 22 сентября 1992 года и достигший 1-го места в американском хит-параде Billboard 200, став в нём вторым для Брукса лидером чарта. Также он лидировал в кантри-чартах США и Канады. 2 сингла с альбома возглавляли Hot Country Songs. В ноябре 2006 года, RIAA присвоила альбому статус 9-кратно платинового. В списке лучших альбомов десятилетия 90-х годов в США альбом занял 65-е место.

## Список композиций
1. «We Shall Be Free» (Stephanie Davis, Гарт Брукс) — 3:48
2. «Somewhere Other Than the Night» (Kent Blazy, Брукс) — 3:12
3. «Mr. Right» (Брукс) — 2:01
4. «Every Now and Then» (Buddy Mundlock, Брукс) — 4:16
5. «Walkin' After Midnight» (Alan Block, Don Hecht) — 2:33
6. «Dixie Chicken» (Lowell George, Martin Kibbee) — 4:25
7. «Learning to Live Again» (Don Schlitz, Davis) — 4:06
8. «That Summer» (Pat Alger, Sandy Mahl-Brooks, Брукс) — 4:47
9. «Something With a Ring to It» (Aaron Tippin, Mark Collie) — 2:33A
10. «Night Rider’s Lament» (Michael Burton) — 4:05
11. «Face to Face» (Tony Arata) — 4:26

AЭтой песни не было на оригинальном издании альбома. Она впервые появилась когда альбом был переиздан в 1998 г. как часть серии альбомов Брукса Limited Series.

## Участники записи
- Гарт Брукс — гитара, вокал
- Mark Casstevens — акустическая гитара
- Chris Leuzinger — электрическая гитара
- Bruce Bouton — слайд-гитара
- Rob Hajacos — скрипка
- Denis Solee — кларнет
- Bobby Wood — клавишные
- Mike Chapman — бас и программирование в песне «We Shall Be Free»
- Milton Sledge — ударные перкуссия
- Триша Йервуд, Donna McElroy, Vicki Hampton, Yvonne Hodges, Debbie Nims, Gary Chapman, Howard Smith, Johnny Cobb — бэк-вокал
- The Nashville String Machine
- Цифровой ремастеринг — Denny Purcell at Georgetown Masters, Nashville, Tennessee

## Позиции в чартах
The Chase дебютировал на 1-м месте в американском чарте Billboard 200, став для Брукса вторым альбомом — лидером чарта, а также достиг 1-го места в чарте Top Country Albums, став для певца 3-м альбомом № 1 в этом чарте. В ноябре 2006 года, RIAA присвоила альбому статус 9-кратно платинового.
| Чарты (1992)                      | Высшая позиция |
| --------------------------------- | -------------- |
| Australian Albums Chart           | 24             |
| Canadian RPM Top Albums           | 6              |
| Canadian RPM Country Albums       | 1              |
| U.S. Billboard 200                | 1              |
| U.S. Billboard Top Country Albums | 1              |

| Страна     | Продавец | Сертификация   | Продажи   |
| ---------- | -------- | -------------- | --------- |
| Австралия  | ARIA     | золотой        | 35,000    |
| Канада     | CRIA     | 5 × платиновый | 500,000   |
| США        | RIAA     | 9 x платиновый | 9,000,000 |
| World-Wide |          |                | 9,535,000 |

### Чарты десятилетия
| Чарт (1990—1999)   | Позиция |
| ------------------ | ------- |
| U.S. Billboard 200 | 65      |

### Синглы
| Год  | Сингл                            | Высшая позиция | Высшая позиция |
| Год  | Сингл                            | US Country     | CAN Country    |
| ---- | -------------------------------- | -------------- | -------------- |
| 1992 | «We Shall Be Free»               | 12             | 12             |
| 1992 | «Somewhere Other Than the Night» | 1              | 1              |
| 1993 | «Learning to Live Again»         | 2              | 5              |
| 1993 | «That Summer»                    | 1              | 1              |